# Cristina Stahl
Cristina Stahl (Bucarest, 9 de abril de 1978) es una deportista rumana que compitió en esgrima, especialista en la modalidad de florete. Es hija de la medallista olímpica en esgrima Ecaterina Iencic-Stahl.
Ganó cuatro medallas en el Campeonato Mundial de Esgrima entre los años 2002 y 2005, y cuatro medallas en el Campeonato Europeo de Esgrima entre los años 2001 y 2006.

## Palmarés internacional
| Campeonato Mundial | Campeonato Mundial          | Campeonato Mundial | Campeonato Mundial  |
| Año                | Lugar                       | Medalla            | Prueba              |
| ------------------ | --------------------------- | ------------------ | ------------------- |
| 2002               | Lisboa (Portugal)           | Medalla de bronce  | Florete por equipos |
| 2003               | La Habana (Cuba)            | Medalla de bronce  | Florete por equipos |
| 2004               | Nueva York (Estados Unidos) | Medalla de plata   | Florete por equipos |
| 2005               | Leipzig (Alemania)          | Medalla de plata   | Florete por equipos |
| Campeonato Europeo |                             |                    |                     |
| Año                | Lugar                       | Medalla            | Prueba              |
| 2001               | Coblenza (Alemania)         | Medalla de bronce  | Florete por equipos |
| 2004               | Copenhague (Dinamarca)      | Medalla de oro     | Florete por equipos |
| 2005               | Zalaegerszeg (Hungría)      | Medalla de bronce  | Florete por equipos |
| 2006               | Esmirna (Turquía)           | Medalla de plata   | Florete por equipos |